# El vendedor de muñecas
El vendedor de muñecas es una película mexicana de drama de 1955 dirigida por Chano Urueta. Esta protagonizada por Pedro López y Silvia Pinal.

## Trama
Un hombre vende a su esposa, y se encarga de convertir mujeres de la calle en damas para venderlas a hombres ricos.

## Reparto
- Pedro López Lagar como Roberto Montaño
- Silvia Pinal como Diana Álvarez
- Martha Valdés como Mercedes
- Bárbara Gil como Marta
- José María Linares-Rivas como Horacio Cervantes
- Jorge Reyes como Ramón
- Mary López como Cantante
- Raúl Ramírez como Felipe Rojas
- Eduardo Alcaraz como Carlos Texeira
- Acosta como Cliente cabaret (no acreditado)
- Salvador Arriola como Cliente cabaret (no acreditado)
- Stephen Berne como Hombre muelle (no acreditado)
- Josefina Burgos como Pasajera barco (no acreditada)
- Manuel Casanueva como Mesero (no acreditado)
- Jorge Chesterking como Huesped hotel (no acreditado)
- Miguel Córcega Vázquez (no acreditado)
- Enrique de Peña como Botones hotel (no acreditado)
- Francisco Meneses como Cantinero (no acreditado)
- Rubén Márquez como Invitado fiesta (no acreditado)
- Pilar Pellicer como Invitada boda (no acreditada)
- Elvira Quintana como Secretaria de Roberto (no acreditada)
- Carlos Robles Gil como Cliente cabaret (no acreditado)
- Mario Sevilla como Capitán barco (no acreditado)
- Eliana Silly (no acreditada)
- Manuel Sánchez Navarro como Invitado fiesta (no acreditado)